# 馬煥賓
马焕宾（？—？），江西建昌府南城縣軍籍。

## 生平
万历三十四年（1606年）丙午科江西乡试举人，四十一年（1613年）癸丑科進士，官桐城县知县，时肘腋之奸，上下其手，焕宾下车力锄之，而反为所中，盖台使者寄耳目于司李，而司李所寄之耳目即若辈也，士民惜之。